# Lycodes squamiventer
Lycodes squamiventer es una especie de pez de la familia de los Zoarcidae en el orden de los perciformes.

## Morfología
- Los machos pueden llegar a alcanzar los 26 cm de longitud total.
- Número de vértebras: 97-104.[1][2]

## Hábitat
Es un pez de mar y de aguas profundas que vive entre 357-1.808 m de profundidad.

## Distribución geográfica
Se encuentra en Alaska, Groenlandia, Islandia y Noruega.

## Observaciones
Es inofensivo para los humanos. 